# Giù le mani da mia figlia!
Giù le mani da mia figlia! (She's Out of Control) è un film statunitense del 1989 diretto da Stan Dragoti.

## Trama
California: Doug Simpson è un dirigente radiofonico vedovo che vive con le sue due figlie Katie e Bonnie. Katie ha appena compiuto 15 anni ed è una adolescente maldestra e infelice, che si veste in modo poco appariscente, porta spessi occhiali da vista e l'apparecchio ai denti. La ragazza frequenta il vicino di casa Richard, suo coetaneo, sin da quando entrambi erano bambini, ma è ormai stanca e annoiata di questo casto "fidanzamento" voluto più dai loro padri che dai ragazzi.
Un giorno Doug parte alcuni giorni per lavoro: Katie ne approfitta per chiedere aiuto a Janet, la fidanzata di suo padre, perché la aiuti a trasformarsi in una bellissima ragazza.
Quando Doug torna a casa, rimane senza parole: Katie infatti è diventata così bella da attirare praticamente tutti i ragazzi della scuola, che prima non la guardavano nemmeno e che ora invece vorrebbero un appuntamento con lei. Doug diventa sempre più geloso della figlia, e dietro suggerimento di Janet decide di rivolgersi a uno psichiatra, il dottor Fishbinder, per ritrovare il suo equilibrio mentale, ormai compromesso.
Nel frattempo Katie esce con una quantità di ragazzi, senza però riuscire a trovarne uno che le si adatti: alla fine decide di tornare a frequentare Richard. Quando Doug sembra dunque poter ritrovare la pace, deve però affrontare la inaspettata trasformazione di Bonnie, la sua figlia minore.